# ويليام بارتون (موسيقي)
ويليام بارتون (بالإنجليزية: William Barton)‏ هو موسيقي أسترالي، ولد في 4 يونيو 1981 في جبل إيسا في أستراليا.

## وصلات خارجية
- ويليام بارتون على موقع IMDb (الإنجليزية)
- ويليام بارتون على موقع ميوزك برينز (الإنجليزية)
- ويليام بارتون على موقع أول ميوزيك (الإنجليزية)
- ويليام بارتون على موقع ديسكوغز (الإنجليزية)